# Callianthemum farreri
Callianthemum farreri är en ranunkelväxtart som beskrevs av William Wright Smith. Callianthemum farreri ingår i släktet Callianthemum och familjen ranunkelväxter. Inga underarter finns listade i Catalogue of Life.